# Rhadinosticta
Rhadinosticta is een geslacht van libellen (Odonata) uit de familie van de Isostictidae.

## Soorten
Rhadinosticta omvat 1 soort:
- Rhadinosticta simplex (Martin, 1901)